# Garnet Hill
Der Garnet Hill (englisch für Granathügel) ist ein 230 m hoher Hügel im Süden von Signy Island im Archipel der Südlichen Orkneyinseln. Er ragt an der Ostflanke des McLeod-Gletschers auf und bildet das südliche Ende einer Reihe von Felsen und Eiskliffs, die den McLeod-Gletscher vom Orwell-Gletscher trennen.
Der Falkland Islands Dependencies Survey benannte ihn 1947 im Zuge seiner Vermessung nach den Granaten, die sie hier fanden.